# Basilica reale di Nuestra Señora de Atocha

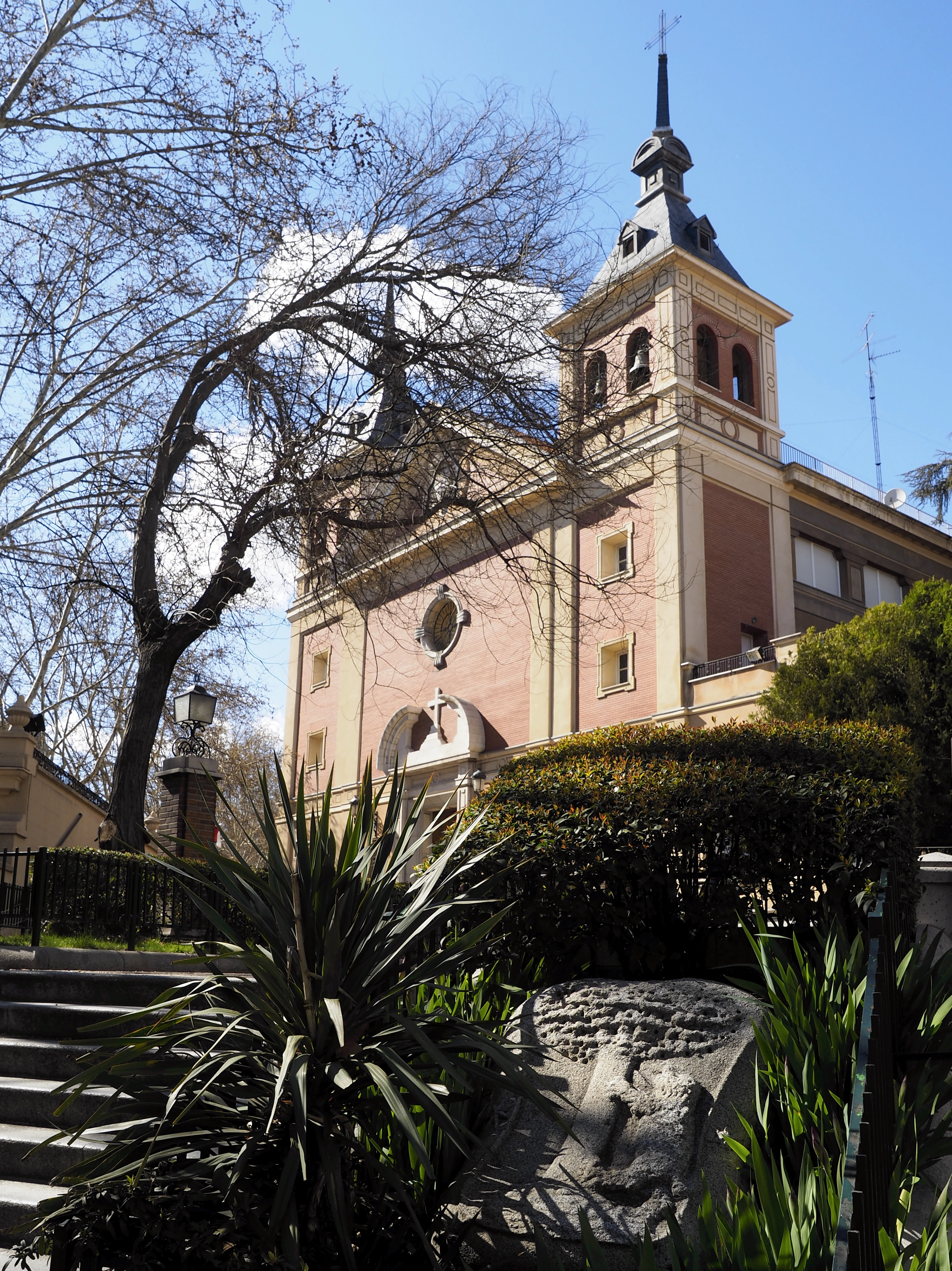
Basilica Reale di Nuestra Señora de Atocha

La Basilica reale di Nuestra Señora de Atocha è una delle sei basiliche della città di Madrid che si trova in Avenida de la Ciudad de Barcelona, numero 1. È stata costruita dove previamente si trovava il vecchio convento dell'Ordine dei frati predicatori e, oggigiorno, oltre ad essere una basilica, è una parrocchia dedicata alla Madonna di Atocha (la cui statua è conservata al suo interno) e un convento.

## Storia
La prima prova storica dell'esistenza della Basilica risale ai documenti di consacrazione del 1150 scritti dall'arcivescovo di Toledo. La basilica, posteriormente, ha goduto di una grande fama e prestigio, specialmente durante i regni di Filippo II, Filippo III e Filippo IV, regnanti che favorirono l'immagine della Madonna di Atocha dichiarandola Santa Patrona della Monarchia Spagnola.
Durante le Guerre Napoleoniche e la conseguente occupazione del 1808, la basilica passò brevemente ad essere un magazzino di armi e provvigioni per le truppe. L'edificio che si può osservare oggi risale al 1890: la Regina reggente di Spagna, María Cristina, vedendo lo stato in cui si trovava l'edificio, decise di ricostruire la chiesa, previamente abbattuta, in stile neobizantino basandosi su un progetto dell'architetto spagnolo Fernando Arbós y Tremanti. Nel 1924, i frati che abitavano il convento, grazie all'aiuto economico offerto dal re Alfonso XIII, riuscirono a completare il restauro della basilica ed acquisendone la proprietà.
La basilica è stata distrutta da vari incendi durante l'assedio di Madrid (1936-1939) durante la Guerra Civile Spagnola per poi essere ricostruita nel 1951.